# Liste der IATA-Codes/M
Diese Teilliste führt alle IATA-Flughafencodes auf, die mit „M“ beginnen, und enthält Informationen zu den bezeichneten Verkehrsknotenpunkten.
A AA AB AC AD AE AF AG AH AI AJ AK AL AM AN AO AP AQ AR AS AT AU AV AW AX AY AZ
B BA BB BC BD BE BF BG BH BI BJ BK BL BM BN BO BP BQ BR BS BT BU BV BW BX BY BZ
C CA CB CC CD CE CF CG CH CI CJ CK CL CM CN CO CP CQ CR CS CT CU CV CW CX CY CZ
D DA DB DC DD DE DF DG DH DI DJ DK DL DM DN DO DP DQ DR DS DT DU DV DW DX DY DZ
E EA EB EC ED EE EF EG EH EI EJ EK EL EM EN EO EP EQ ER ES ET EU EV EW EX EY EZ
F FA FB FC FD FE FF FG FH FI FJ FK FL FM FN FO FP FQ FR FS FT FU FV FW FX FY FZ
G GA GB GC GD GE GF GG GH GI GJ GK GL GM GN GO GP GQ GR GS GT GU GV GW GX GY GZ
H HA HB HC HD HE HF HG HH HI HJ HK HL HM HN HO HP HQ HR HS HT HU HV HW HX HY HZ
I IA IB IC ID IE IF IG IH II IJ IK IL IM IN IO IP IQ IR IS IT IU IV IW IX IY IZ
J JA JB JC JD JE JF JG JH JI JJ JK JL JM JN JO JP JQ JR JS JT JU JV JW JX JY JZ
K KA KB KC KD KE KF KG KH KI KJ KK KL KM KN KO KP KQ KR KS KT KU KV KW KX KY KZ
L LA LB LC LD LE LF LG LH LI LJ LK LL LM LN LO LP LQ LR LS LT LU LV LW LX LY LZ
M MA MB MC MD ME MF MG MH MI MJ MK ML MM MN MO MP MQ MR MS MT MU MV MW MX MY MZ
N NA NB NC ND NE NF NG NH NI NJ NK NL NM NN NO NP NQ NR NS NT NU NV NW NX NY NZ
O OA OB OC OD OE OF OG OH OI OJ OK OL OM ON OO OP OQ OR OS OT OU OV OW OX OY OZ
P PA PB PC PD PE PF PG PH PI PJ PK PL PM PN PO PP PQ PR PS PT PU PV PW PX PY PZ
Q QA QB QC QD QE QF QG QH QI QJ QK QL QM QN QO QP QQ QR QS QT QU QV QW QX QY QZ
R RA RB RC RD RE RF RG RH RI RJ RK RL RM RN RO RP RQ RR RS RT RU RV RW RX RY RZ
S SA SB SC SD SE SF SG SH SI SJ SK SL SM SN SO SP SQ SR SS ST SU SV SW SX SY SZ
T TA TB TC TD TE TF TG TH TI TJ TK TL TM TN TO TP TQ TR TS TT TU TV TW TX TY TZ
U UA UB UC UD UE UF UG UH UI UJ UK UL UM UN UO UP UQ UR US UT UU UV UW UX UY UZ
V VA VB VC VD VE VF VG VH VI VJ VK VL VM VN VO VP VQ VR VS VT VU VV VW VX VY VZ
W WA WB WC WD WE WF WG WH WI WJ WK WL WM WN WO WP WQ WR WS WT WU WV WW WX WY WZ
X XA XB XC XD XE XF XG XH XI XJ XK XL XM XN XO XP XQ XR XS XT XU XV XW XX XY XZ
Y YA YB YC YD YE YF YG YH YI YJ YK YL YM YN YO YP YQ YR YS YT YU YV YW YX YY YZ
Z ZA ZB ZC ZD ZE ZF ZG ZH ZI ZJ ZK ZL ZM ZN ZO ZP ZQ ZR ZS ZT ZU ZV ZW ZX ZY ZZ

## MA
| IATA | ICAO | Flughafen                           | Ort          | Region              | Land                         |
| ---- | ---- | ----------------------------------- | ------------ | ------------------- | ---------------------------- |
| MAA  | VOMM | Flughafen Chennai/Madras            | Madras       | Tamil Nadu          | Indien                       |
| MAB  | SBMA | Flughafen Marabá                    | Marabá       | Pará                | Brasilien                    |
| MAC  | KMAC | Macon Downtown Airport              | Macon        | Georgia             | USA                          |
| MAD  | LEMD | Flughafen Madrid-Barajas            | Madrid       |                     | Spanien                      |
| MAE  | KMAE | Flughafen Madera                    | Madera       | Kalifornien         | USA                          |
| MAF  | KMAF | Flughafen Midland                   | Midland      | Texas               | USA                          |
| MAG  | AYMD | Flughafen Madang                    | Madang       |                     | Papua-Neuguinea              |
| MAH  | LEMH | Flughafen Menorca                   | Mahón        | Menorca             | Spanien                      |
| MAI  | FWMG | Flughafen Mangochi                  | Mangochi     |                     | Malawi                       |
| MAJ  | PKMJ | Flughafen Amata Kabua International | Majuro       | Majuro-Atoll        | Marshallinseln               |
| MAK  | HSSM | Flughafen Malakal                   | Malakal      |                     | Südsudan                     |
| MAL  | WAPE | Flughafen Mangole                   | Mangole      | Molukken            | Indonesien                   |
| MAM  | MMMA | Flughafen Matamoros                 | Matamoros    | Tamaulipas          | Mexiko                       |
| MAN  | EGCC | Flughafen Manchester                | Manchester   | England             | Großbritannien               |
| MAO  | SBEG | Flughafen Manaus                    | Manaus       | Amazonas            | Brasilien                    |
| MAP  |      |                                     | Mamai        |                     | Papua-Neuguinea              |
| MAQ  | VTPM | Flughafen Mae Sot                   | Mae Sot      | Nordthailand        | Thailand                     |
| MAR  | SVMC | Flughafen Maracaibo                 | Maracaibo    | Zulia               | Venezuela                    |
| MAS  | AYMO |                                     | Momote       | Manus               | Papua-Neuguinea              |
| MAT  | FZAM | Flughafen Matadi                    | Matadi       | Kongo Central       | Demokratische Republik Kongo |
| MAU  | NTTP | Flughafen Maupiti                   | Maupiti      | Gesellschaftsinseln | Französisch-Polynesien       |
| MAV  | –    | Flugplatz Maloelap                  | Taroa        | Maloelap            | Marshallinseln               |
| MAW  | KMAW | Flughafen Malden                    | Malden       | Missouri            | USA                          |
| MAX  | GOSM | Flugplatz Matam                     | Matam        | Matam               | Senegal                      |
| MAY  | MYAB |                                     | Mangrove Cay | Andros              | Bahamas                      |
| MAZ  | TJMZ | Flughafen Mayagüez                  | Mayagüez     |                     | Puerto Rico                  |

## MB
| IATA | ICAO | Flughafen                       | Ort                        | Region             | Land            |
| ---- | ---- | ------------------------------- | -------------------------- | ------------------ | --------------- |
| MBA  | HKMO | Flughafen Mombasa               | Mombasa                    |                    | Kenia           |
| MBB  | YMBL |                                 | Marble Bar                 | Western Australia  | Australien      |
| MBC  | FOGG |                                 | Mbigou                     | Ngounié            | Gabun           |
| MBD  | FAMM |                                 | Mmabatho                   | Bophuthatswana     | Südafrika       |
| MBE  | RJEB | Flughafen Monbetsu              | Monbetsu                   | Hokkaidō           | Japan           |
| MBF  | YPOK |                                 | Mount-Buffalo-Nationalpark | Victoria           | Australien      |
| MBG  | KMBG | Mobridge Municipal Airport      | Mobridge                   | South Dakota       | USA             |
| MBH  | YMYB |                                 | Maryborough                | Queensland         | Australien      |
| MBI  | HTGW | Flughafen Songwe                | Mbeya                      | Mbeya              | Tansania        |
| MBJ  | MKJS | Sangster International Airport  | Montego Bay                |                    | Jamaika         |
| MBK  | SWXM |                                 | Matupa                     | Mato Grosso        | Brasilien       |
| MBL  | KBML | Manistee County-Blacker Airport | Manistee                   | Michigan           | USA             |
| MBM  |      |                                 | Mkambati                   | Ostkap             | Südafrika       |
| MBN  |      |                                 | Mount Barnett              | Western Australia  | Australien      |
| MBO  | RPUM |                                 | Mamburao                   | Occidental Mindoro | Philippinen     |
| MBP  | SPBB |                                 | Moyobamba                  | San Martín         | Peru            |
| MBQ  | HUMA |                                 | Mbarara                    | Mbeya              | Uganda          |
| MBR  | GQNU |                                 | M’Bout                     | Gorgol             | Mauretanien     |
| MBS  | KMBS | Tri City International Airport  | Midland                    | Michigan           | USA             |
| MBT  | RPVJ |                                 | Masbate City               | Masbate            | Philippinen     |
| MBU  | AGGI |                                 | Mbambanakira               |                    | Salomonen       |
| MBV  |      |                                 | Masa                       | Morobe             | Papua-Neuguinea |
| MBW  | YMMB | Moorabbin Airport               | Moorabbin                  | Victoria           | Australien      |
| MBX  | LJMB | Flughafen Maribor               | Maribor                    | Podravska          | Slowenien       |
| MBY  | KMBY | Omar N. Bradley Airport         | Moberly                    | Missouri           | USA             |
| MBZ  | SWMW | Flughafen Maués                 | Maués                      | Amazonas           | Brasilien       |

## MC
| IATA | ICAO | Flughafen                         | Ort                  | Region               | Land        |
| ---- | ---- | --------------------------------- | -------------------- | -------------------- | ----------- |
| MCA  | GUMA | Flugplatz Macenta                 | Macenta              | Macenta              | Guinea      |
| MCB  |      |                                   | McComb               | Mississippi          | USA         |
| MCC  |      | Sacramento (Mc Clellan Air Force) | Sacramento           | Kalifornien          | USA         |
| MCD  |      | Mackinac Island Airport           | Mackinac Island      | Michigan             | USA         |
| MCE  |      | Merced Municipal Airport          | Merced               | Kalifornien          | USA         |
| MCF  | KMCF | Tampa (Mac Dill Air Force Base)   | Tampa                | Florida              | USA         |
| MCG  |      | McGrath Airport                   | McGrath              | Alaska               | USA         |
| MCH  |      | Flughafen Machala (geschlossen)   | Machala              | El Oro               | Ecuador     |
| MCI  | KMCI | Kansas City International         | Kansas City          | Missouri             | USA         |
| MCJ  |      |                                   | Maicao               | La Guajira           | Kolumbien   |
| MCK  |      | McCook (Municipal Airport)        | McCook               | Nebraska             | USA         |
| MCL  |      | Denali National Park Airport      | McKinley Park        | Alaska               | USA         |
| MCM  | LNMC | Monaco Heliport                   | Fontvieille (Monaco) |                      | Monaco      |
| MCN  | KMCN | Regionalflughafen Middle Georgia  | Macon                | Georgia              | USA         |
| MCO  | KMCO | Orlando International Airport     | Orlando              | Florida              | USA         |
| MCP  | KMCP | Flughafen Macapá                  | Macapá               | Amapá                | Brasilien   |
| MCQ  |      |                                   | Miskolc              |                      | Ungarn      |
| MCR  |      |                                   | Melchor de Mencos    |                      | Guatemala   |
| MCS  |      |                                   | Monte Caseros        | Corrientes           | Argentinien |
| MCT  | OOMS | Flughafen Maskat                  | Maskat               |                      | Oman        |
| MCU  | LFBK | Aéroport de Montluçon - Guéret    | Montluçon            | Auvergne-Rhône-Alpes | Frankreich  |
| MCV  |      |                                   | McArthur River       | Northern Territory   | Australien  |
| MCW  |      | Mason City Municipal Airport      | Mason City           | Iowa                 | USA         |
| MCX  | URML | Flughafen Machatschkala           | Machatschkala        | Dagestan             | Russland    |
| MCY  | YBSU | Sunshine Coast Airport            | Maroochydore         | Queensland           | Australien  |
| MCZ  | SMBO | Flughafen Maceió                  | Maceió               | Alagoas              | Brasilien   |

## MD
| IATA | ICAO | Flughafen                             | Ort                    | Region             | Land                         |
| ---- | ---- | ------------------------------------- | ---------------------- | ------------------ | ---------------------------- |
| MDA  |      | San Antonio (Martindale AAF)          | San Antonio            | Texas              | USA                          |
| MDB  |      |                                       | Melinda                |                    | Belize                       |
| MDC  | WAMM | Manado Sam Ratulangi                  | Manado                 | Sulawesi Utara     | Indonesien                   |
| MDD  |      | Midland Airpark                       | Midland                | Texas              | USA                          |
| MDE  | SKRJ | Flughafen Rionegro–Medellin           | Medellín               |                    | Kolumbien                    |
| MDF  |      | Taylor County Airport                 | Medford                | Wisconsin          | USA                          |
| MDG  |      |                                       | Mudanjiang             | Heilongjiang       | China                        |
| MDH  |      |                                       | Carbondale/Murphysboro | Illinois           | USA                          |
| MDI  | DNMK |                                       | Makurdi                | Benue              | Nigeria                      |
| MDJ  |      | Madras (City-County Airport)          | Madras                 | Oregon             | USA                          |
| MDK  |      |                                       | Mbandaka               | Équateur           | Demokratische Republik Kongo |
| MDL  | VYMD | Flughafen Mandalay                    | Mandalay               | Mandalay           | Myanmar                      |
| MDM  |      |                                       | Munduku                |                    | Papua-Neuguinea              |
| MDN  |      | Madison Municipal Airport             | Madison                | Indiana            | USA                          |
| MDO  |      | Middleton Island Airport              | Middleton Island       | Alaska             | USA                          |
| MDP  |      |                                       | Mindiptana             |                    | Indonesien                   |
| MDQ  | SAZM | Flughafen Mar del Plata               | Mar del Plata          | Buenos Aires       | Argentinien                  |
| MDS  |      |                                       | Middle Caicos          |                    | Turks- und Caicosinseln      |
| MDT  | KMDT | Harrisburg International (Middletown) | Harrisburg             | Pennsylvania       | USA                          |
| MDU  |      | Mendi Airport                         | Mendi                  | Southern Highlands | Papua-Neuguinea              |
| MDV  |      |                                       | Medouneu               |                    | Gabun                        |
| MDW  | KMDW | Chicago (Midway Airport)              | Chicago                | Illinois           | USA                          |
| MDX  | SATM | Flughafen Mercedes                    | Mercedes               | Corrientes         | Argentinien                  |
| MDY  |      | Midway Naval Air Facility             |                        | Midwayinseln       | USA                          |
| MDZ  | SAME | Flughafen Mendoza                     | Mendoza                | Mendoza            | Argentinien                  |

## ME
| IATA | ICAO | Flughafen                          | Ort                      | Region           | Land                         |
| ---- | ---- | ---------------------------------- | ------------------------ | ---------------- | ---------------------------- |
| MEA  | SBME | Flughafen Macaé                    | Macaé                    | Rio de Janeiro   | Brasilien                    |
| MEB  | YMEN | Flughafen Essendon                 | Melbourne                | Victoria         | Australien                   |
| MEC  | SEMT | Internationaler Flughafen Manta    | Manta                    | Manabí           | Ecuador                      |
| MED  | OEMA | Flughafen Medina                   | Medina                   | Medina           | Saudi-Arabien                |
| MEE  | NWWR | Flugplatz Maré                     | Maré                     | Loyalitätsinseln | Neukaledonien                |
| MEF  | –    | Flugplatz Melfi                    | Melfi                    | Guéra            | Tschad                       |
| MEG  | FNMA | Flughafen Malanje                  | Malanje                  | Malanje          | Angola                       |
| MEH  | ENMH | Flughafen Mehamn                   | Mehamn                   | Finnmark         | Norwegen                     |
| MEI  | KMEI | Flughafen Meridian                 | Meridian                 | Mississippi      | USA                          |
| MEJ  | KGKJ | Port Meadville Airport             | Meadville                | Pennsylvania     | USA                          |
| MEK  | GMFM | Flughafen Meknès-Bassatine         | Meknès                   | Fès-Meknès       | Marokko                      |
| MEL  | YMML | Flughafen Melbourne                | Melbourne                | Victoria         | Australien                   |
| MEM  | KMEM | Flughafen Memphis                  | Memphis                  | Tennessee        | USA                          |
| MEN  | LFNB | Flugplatz Mende-Brenoux            | Mende                    | Okzitanien       | Frankreich                   |
| MEO  | KMQI | Flughafen Manteo                   | Manteo                   | North Carolina   | USA                          |
| MEP  | WMAU | Flugplatz Mersing                  | Mersing                  | Johor            | Malaysia                     |
| MEQ  | WITC | Flughafen Cut Nyak Dhien           | Nagan Raya               | Aceh             | Indonesien                   |
| MER  | KMER | Castle Air Force Base              | Merced                   | Kalifornien      | USA                          |
| MES  | WIMK | Bandar Udara Polonia Internasional | Medan                    | Sumatra Utara    | Indonesien                   |
| MET  | –    | Moreton Airport                    | Moreton                  | Queensland       | Australien                   |
| MEU  | SBMD | Flugplatz Monte Dourado            | Monte Dourado (Almeirim) | Pará             | Brasilien                    |
| MEV  | KMEV | Minden-Tahoe-Airport               | Minden                   | Nevada           | USA                          |
| MEW  | FZVM | Flugplatz Mweka                    | Mweka                    | Kasaï            | Demokratische Republik Kongo |
| MEX  | MMMX | Flughafen Mexiko-Stadt             | Mexiko-Stadt             | –                | Mexiko                       |
| MEY  | VNMG | Flughafen Meghauli                 | Narayani                 | Bagmati          | Nepal                        |
| MEZ  | FAMS | Flughafen Musina                   | Musina                   | Limpopo          | Südafrika                    |

## MF
| IATA | ICAO | Flughafen                                  | Ort                      | Region                  | Land                |
| ---- | ---- | ------------------------------------------ | ------------------------ | ----------------------- | ------------------- |
| MFA  | HTMA | Flughafen Mafia                            | Insel Mafia              | Pwani                   | Tansania            |
| MFB  | –    | Flugplatz Monfort                          | Monfort                  | Vaupés                  | Kolumbien           |
| MFC  | FXMF | Flugplatz Mafeteng                         | Mafeteng                 | Mafeteng                | Lesotho             |
| MFD  | KMFD | Mansfield Lahm Municipal Airport           | Mansfield                | Ohio                    | USA                 |
| MFE  | KMFE | Flughafen McAllen                          | McAllen                  | Texas                   | USA                 |
| MFF  | FOOD | Flugplatz Moanda                           | Moanda                   | Haut-Ogooué             | Gabun               |
| MFG  | OPMF | Flughafen Muzaffarabad                     | Muzaffarabad             | Asad Jammu und Kaschmir | Pakistan            |
| MFH  | –    | Flugplatz Mesquite                         | Mesquite                 | Nevada                  | USA                 |
| MFI  | KMFI | Marshfield Municipal Airport               | Marshfield               | Wisconsin               | USA                 |
| MFJ  | NFMO | Flughafen Moala                            | Moala                    | Eastern Division        | Fidschi             |
| MFK  | RCMT | Flughafen Matsu Beigan                     | Matsu                    | Lienchiang              | Taiwan              |
| MFL  | YWDV | Mount Full Stop Airport                    | Wando Vale               | Queensland              | Australien          |
| MFM  | VMMC | Flughafen Macau                            | Macau                    | –                       | Volksrepublik China |
| MFN  | NZMF | Flughafen Milford Sound                    | Milford Sound/Piopiotahi | Southland               | Neuseeland          |
| MFO  | –    | Flugplatz Manguna                          | Manguna                  | East New Britain        | Papua-Neuguinea     |
| MFP  | YMCR | Flugplatz Manners Creek Station            | Manners Creek Station    | Northern Territory      | Australien          |
| MFQ  | DRRM | Flughafen Maradi                           | Maradi                   | Maradi                  | Niger               |
| MFR  | KMFR | Rogue Valley International–Medford Airport | Medford                  | Oregon                  | USA                 |
| MFS  | SKMF | Flugplatz Miraflores                       | Miraflores               | Guaviare                | Kolumbien           |
| MFU  | FLMF | Flughafen Mfue                             | Mfue                     | Ostprovinz              | Sambia              |
| MFV  | KMFV | Flugplatz Melfa                            | Melfa                    | Virginia                | USA                 |
| MFW  | –    | Flugplatz Magaruque                        | Magaruque                | Inhambane               | Mosambik            |
| MFX  | LFKX | Flughafen Méribel                          | Méribel                  | Auvergne-Rhône-Alpes    | Frankreich          |
| MFY  | –    | Flugplatz Maifaʿa                          | Maifaʿa                  | Schabwa (?)             | Jemen               |
| MFZ  | AYES | Flugplatz Mesalia                          | Mesalia                  | West New Britain        | Papua-Neuguinea     |

## MG
| IATA | ICAO | Flughafen                                      | Ort             | Region               | Land            |
| ---- | ---- | ---------------------------------------------- | --------------- | -------------------- | --------------- |
| MGA  | MNMG | Managua-Augusto Cesar Sandino                  | Managua         | Managua              | Nicaragua       |
| MGB  | YMTG | Flughafen Mount Gambier                        | Mount Gambier   | South Australia      | Australien      |
| MGC  | KMGC | Michigan City Municipal Airport                | Michigan City   | Indiana              | USA             |
| MGD  | SLMG | Flugplatz Magdalena                            | Magdalena       | Beni                 | Bolivien        |
| MGE  | KMGE | Dobbins Air Reserve Base                       | Marietta        | Georgia              | USA             |
| MGF  | SBMG | Flughafen Maringá                              | Maringá         | Paraná               | Brasilien       |
| MGG  | –    | Flugplatz Margarima                            | Margarima       | Hela Province        | Papua-Neuguinea |
| MGH  | FAMG | Flughafen Margate                              | Margate         | KwaZulu-Natal        | Südafrika       |
| MGI  | –    | National Wildlife Refuge Airport               | Matagorda       | Texas                | USA             |
| MGJ  | KMGJ | Orange County Airport                          | Montgomery      | New York             | USA             |
| MGK  | VYMT | Flugplatz Mong Tong                            | Mong Tong       | Shan-Staat           | Myanmar         |
| MGL  | EDLN | Verkehrslandeplatz Mönchengladbach             | Mönchengladbach | Nordrhein-Westfalen  | Deutschland     |
| MGM  | KMGM | Regionalflughafen Montgomery                   | Montgomery      | Alabama              | USA             |
| MGN  | SKMG | Flughafen Magangué                             | Magangué        | Bolívar              | Kolumbien       |
| MGO  | –    | Flugplatz Manega                               | Manega          |                      | Gabun           |
| MGP  | –    | Flugplatz Manga                                | Manga           | New Ireland Province | Papua-Neuguinea |
| MGQ  | HCMM | Flughafen Mogadischu                           | Mogadischu      | Banaadir             | Somalia         |
| MGR  | KMGR | Moultrie Municipal Airport                     | Moultrie        | Georgia              | USA             |
| MGS  | NCMG | Flugplatz Mangaia                              | Mangaia         | –                    | Cookinseln      |
| MGT  | YMGB | Flughafen Milingimbi                           | Milingimbi      | Northern Territory   | Australien      |
| MGU  | VYMN | Flugplatz Manaung                              | Manaung         | Rakhaing-Staat       | Myanmar         |
| MGV  | YMGR | Flugplatz Margaret River                       | Margaret River  | Western Australia    | Australien      |
| MGW  | KMGW | Morgantown Municipal–Walter L. Bill Hart Field | Morgantown      | West Virginia        | USA             |
| MGX  | FOGI | Flughafen Moabi                                | Moabi           | Nyanga               | Gabun           |
| MGY  | KMGY | Flugplatz Dayton                               | Dayton          | Ohio                 | USA             |
| MGZ  | VYME | Flughafen Myeik                                | Mergui          | Tanintharyi-Region   | Myanmar         |

## MH
| IATA | ICAO | Flughafen                           | Ort           | Region              | Land            |
| ---- | ---- | ----------------------------------- | ------------- | ------------------- | --------------- |
| MHA  |      |                                     | Mahdia        |                     | Guyana          |
| MHB  |      | Mechanics Bay                       | Auckland      |                     | Neuseeland      |
| MHC  | SCPQ | Flughafen Mocopulli                 | Castro        | Región de los Lagos | Chile           |
| MHD  |      |                                     | Maschhad      | Razavi-Chorasan     | Iran            |
| MHE  |      | Mitchell Municipal Airport          | Mitchell      | South Dakota        | USA             |
| MHF  |      |                                     | Morichal      | Guainía             | Kolumbien       |
| MHG  | EDFM | Flugplatz Mannheim City             | Mannheim      | Baden-Württemberg   | Deutschland     |
| MHH  |      |                                     | Marsh Harbour |                     | Bahamas         |
| MHI  | HDMO | Flugplatz Musha                     | Musha         | Dschibuti           | Dschibuti       |
| MHK  | KMHK | Regionalflughafen Manhattan         | Manhattan     | Kansas              | USA             |
| MHL  |      | Marshall Memorial Municipal Airport | Marshall      | Missouri            | USA             |
| MHN  |      | Mullen (Hooker County Airport)      | Mullen        | Nebraska            | USA             |
| MHO  |      |                                     | Mt. House     | Western Australia   | Australien      |
| MHP  |      | Minsk 1 International               | Minsk         |                     | Belarus         |
| MHQ  | EFMA | Flughafen Mariehamn                 | Mariehamn     | Åland               | Finnland        |
| MHR  |      | Mather Air Force Base               | Sacramento    | Kalifornien         | USA             |
| MHS  |      |                                     | Mount Shasta  | Kalifornien         | USA             |
| MHT  | KMHT | Manchester-Boston Regional Airport  | Manchester    | New Hampshire       | USA             |
| MHU  |      |                                     | Mount Hotham  | Victoria            | Australien      |
| MHV  | KMHV | Mojave Air & Space Port             | Mojave        | Kalifornien         | USA             |
| MHW  | SLAG | Flughafen Monteagudo                | Monteagudo    | Chuquisaca          | Bolivien        |
| MHX  | NCMH | Flugplatz Manihiki                  | Manihiki      | –                   | Cookinseln      |
| MHY  |      |                                     | Morehead      |                     | Papua-Neuguinea |
| MHZ  | EGUN | RAF Mildenhall                      | Mildenhall    | England             | Großbritannien  |

## MI
| IATA | ICAO | Flughafen                      | Ort              | Region             | Land            |
| ---- | ---- | ------------------------------ | ---------------- | ------------------ | --------------- |
| MIA  | KMIA | Miami International Airport    | Miami            | Florida            | USA             |
| MIB  | KMIB | Minot Air Force Base           | Minot            | North Dakota       | USA             |
| MIC  |      | Crystal Airport                | Minneapolis      | Minnesota          | USA             |
| MID  |      | Manuel Crecencio Rejon         | Merida           | Yucatán            | Mexiko          |
| MIE  |      | Delaware County Airport        | Muncie           | Indiana            | USA             |
| MIF  |      | Roy Hurd Airport               | Monahans         | Texas              | USA             |
| MIG  |      |                                | Mianyang         | Sichuan            | China           |
| MIH  |      |                                | Mitchell Plateau | Western Australia  | Australien      |
| MII  | SBML | Flughafen Marília              | Marília          | São Paulo          | Brasilien       |
| MIJ  | –    | Flugplatz Mili                 | Mili             | Mili               | Marshallinseln  |
| MIK  | EFMI | Flughafen Mikkeli              | Mikkeli          | Savo               | Finnland        |
| MIL  | –    | Mailand (Metropolitan Area)    | Mailand          | Lombardei          | Italien         |
| MIM  |      |                                | Merimbula        | New South Wales    | Australien      |
| MIN  |      |                                | Minnipa          | South Australia    | Australien      |
| MIO  |      | Miami Municipal Airport        | Miami            | Oklahoma           | USA             |
| MIP  |      |                                | Mitzpe Ramon     |                    | Israel          |
| MIQ  | KMLE | Millard Airport                | Omaha            | Nebraska           | USA             |
| MIR  | DTMB | Flughafen Monastir             | Monastir         | Monastir           | Tunesien        |
| MIS  |      |                                | Misima           |                    | Papua-Neuguinea |
| MIT  |      | Minter Field                   | Shafter          | Kalifornien        | USA             |
| MIU  |      |                                | Maiduguri        | Borno              | Nigeria         |
| MIV  |      | Millville Municipal Airport    | Millville        | New Jersey         | USA             |
| MIW  |      | Marshalltown Municipal Airport | Marshalltown     | Iowa               | USA             |
| MIX  |      | Flughafen Mirití-Paraná        | Mirití-Paraná    | Amazonas           | Kolumbien       |
| MIZ  |      |                                | Mainoru          | Northern Territory | Australien      |

## MJ
| IATA | ICAO | Flughafen                    | Ort              | Region             | Land                         |
| ---- | ---- | ---------------------------- | ---------------- | ------------------ | ---------------------------- |
| MJA  |      |                              | Manja            |                    | Madagaskar                   |
| MJB  | –    | Flugplatz Mejit              | Mejit            | Mejit              | Marshallinseln               |
| MJC  |      | Flughafen Man                | Man              | Dix-Huit Montagnes | Elfenbeinküste               |
| MJD  |      |                              | Mohenjo-Daro     |                    | Pakistan                     |
| MJE  | –    | Flugplatz Majkin             | Majkin           | Namu               | Marshallinseln               |
| MJF  | ENMS | Flughafen Mosjøen, Kjærstad  | Mosjøen          | Nordland           | Norwegen                     |
| MJG  |      |                              | Mayajiqua        |                    | Kuba                         |
| MJH  |      |                              | Majma            |                    | Saudi-Arabien                |
| MJI  | HLLM | Mitiga International Airport | Tripolis         |                    | Libyen                       |
| MJJ  |      |                              | Moki             |                    | Papua-Neuguinea              |
| MJK  |      |                              | Monkey Mia       | Western Australia  | Australien                   |
| MJL  |      |                              | Mouila           | Ngounié            | Gabun                        |
| MJM  | FZWA | Flughafen Mbuji-Mayi         | Mbuji-Mayi       | Ost-Kasai          | Demokratische Republik Kongo |
| MJN  |      |                              | Mahajanga        | Mahajanga          | Madagaskar                   |
| MJP  |      |                              | Manjimup         | Western Australia  | Australien                   |
| MJQ  |      | Jackson Municipal Airport    | Jackson          | Minnesota          | USA                          |
| MJR  |      |                              | Miramar          | Buenos Aires       | Argentinien                  |
| MJS  |      |                              | Maganja da Costa |                    | Mosambik                     |
| MJT  | LGMT | Flughafen Mytilini           | Mytilini         | Nördliche Ägäis    | Griechenland                 |
| MJU  |      |                              | Mamuju           | Sulawesi Barat     | Indonesien                   |
| MJV  | LELC | Flughafen Murcia-San Javier  | Murcia           | Murcia             | Spanien                      |
| MJY  |      |                              | Mangunjaya       | Jawa Barat         | Indonesien                   |
| MJZ  | UERR | Flughafen Mirny              | Mirny            | Sacha              | Russland                     |

## MK
| IATA | ICAO | Flughafen                                | Ort             | Region             | Land                         |
| ---- | ---- | ---------------------------------------- | --------------- | ------------------ | ---------------------------- |
| MKA  |      |                                          | Mariánské Lázně | Karlovarský kraj   | Tschechien                   |
| MKB  |      |                                          | Mekambo         | Ogooué-Ivindo      | Gabun                        |
| MKC  |      | Kansas City Downtown Airport             | Kansas City     | Missouri           | USA                          |
| MKD  |      |                                          | Chagni          | Amhara             | Äthiopien                    |
| MKE  | KMKE | Milwaukee Mitchell International Airport | Milwaukee       | Wisconsin          | USA                          |
| MKF  |      | McKenna Army Air Field                   | Columbus        | Georgia            | USA                          |
| MKG  |      | Muskegon County Airport                  | Muskegon        | Michigan           | USA                          |
| MKH  |      |                                          | Mokhotlong      | Mokhotlong         | Lesotho                      |
| MKI  | FEGE | Flugplatz Obo-M'boki                     | Obo             | Haut-Mbomou        | Zentralafrikanische Republik |
| MKJ  |      |                                          | Makoua          | Cuvette            | Republik Kongo               |
| MKK  | PHMK |                                          | Kaunakakai      | Hawaii             | USA                          |
| MKL  |      | McKellar-Sipes                           | Jackson         | Tennessee          | USA                          |
| MKM  |      |                                          | Mukah           | Sarawak            | Malaysia                     |
| MKN  |      |                                          | Malekolon       |                    | Papua-Neuguinea              |
| MKO  |      | Davis Field                              | Muskogee        | Oklahoma           | USA                          |
| MKP  |      |                                          | Makemo          | Tuamotu-Archipel   | Französisch-Polynesien       |
| MKQ  |      |                                          | Merauke         | Papua              | Indonesien                   |
| MKR  |      |                                          | Meekatharra     | Western Australia  | Australien                   |
| MKS  |      |                                          | Mekane Salem    |                    | Äthiopien                    |
| MKT  |      | Mankato Municipal Airport                | Mankato         | Minnesota          | USA                          |
| MKU  |      |                                          | Makokou         | Ogooué-Ivindo      | Gabun                        |
| MKV  |      |                                          | Mount Cavenagh  | Northern Territory | Australien                   |
| MKW  |      |                                          | Manokwari       | Papua Barat        | Indonesien                   |
| MKX  |      |                                          | Al-Mukalla      | Hadramaut          | Jemen                        |
| MKY  |      |                                          | Mackay          | Queensland         | Australien                   |
| MKZ  |      |                                          | Malakka         | Malakka            | Malaysia                     |

## ML
| IATA | ICAO | Flughafen                               | Ort                     | Region          | Land            |
| ---- | ---- | --------------------------------------- | ----------------------- | --------------- | --------------- |
| MLA  | LMML | Flughafen Malta                         | Luqa                    |                 | Malta           |
| MLB  |      | Melbourne Orlando International Airport | Melbourne               | Florida         | USA             |
| MLC  |      | McAlester Regional Airport              | McAlester               | Oklahoma        | USA             |
| MLD  |      | Malad City Airport                      | Malad City              | Idaho           | USA             |
| MLE  |      | Malé International Airport              | Malé                    |                 | Malediven       |
| MLF  |      | Milford Municipal Airport               | Milford                 | Utah            | USA             |
| MLG  | WARA | Flughafen Abdul Rachman Saleh           | Malang                  | Jawa Timur      | Indonesien      |
| MLH  | LFSB | EuroAirport Basel Mulhouse Freiburg     | Mülhausen (Saint-Louis) | Grand Est       | Frankreich      |
| MLI  | KMLI | Quad City International Airport         | Moline                  | Illinois        | USA             |
| MLJ  | KMLJ | Milledgeville (Baldwin County Airport)  | Milledgeville           | Georgia         | USA             |
| MLK  |      | Malta Airport                           | Malta                   | Montana         | USA             |
| MLL  | PADM | Marshall Don Hunter Sr. Airport         | Marshall                | Alaska          | USA             |
| MLM  | MMMM | Flughafen Morelia                       | Morelia                 | Michoacán       | Mexiko          |
| MLN  | GEML | Flughafen Melilla                       | Melilla                 |                 | Spanien         |
| MLO  |      |                                         | Milos                   |                 | Griechenland    |
| MLP  |      |                                         | Malabang                | Mindanao        | Philippinen     |
| MLQ  |      |                                         | Malalaua                |                 | Papua-Neuguinea |
| MLR  |      |                                         | Millicent               | South Australia | Australien      |
| MLS  |      | Miles City (Frank Wiley Field)          | Miles City              | Montana         | USA             |
| MLT  |      | Millinocket Municipal Airport           | Millinocket             | Maine           | USA             |
| MLU  | KMLU | Monroe Regional Airport                 | Monroe                  | Louisiana       | USA             |
| MLV  |      |                                         | Merluna                 | Queensland      | Australien      |
| MLW  | GLMR | Flughafen Monrovia-Spriggs Payne        | Monrovia                |                 | Liberia         |
| MLX  | LTAT | Flughafen Malatya Erhaç                 | Malatya                 |                 | Türkei          |
| MLY  |      | Manley Hot Springs Airport              | Manley Hot Springs      | Alaska          | USA             |
| MLZ  | SUMO | Flughafen Cerro Largo                   | Melo                    |                 | Uruguay         |

## MM
| IATA | ICAO | Flughafen                             | Ort                   | Region                  | Land           |
| ---- | ---- | ------------------------------------- | --------------------- | ----------------------- | -------------- |
| MMA  |      | Metropolitan Area                     | Malmö                 |                         | Schweden       |
| MMB  | RJCM | Flughafen Memanbetsu                  | Ōzora                 | Hokkaidō                | Japan          |
| MMC  |      |                                       | Ciudad Mante          | Tamaulipas              | Mexiko         |
| MMD  |      |                                       | Minami Daito Jima     | Okinawa                 | Japan          |
| MME  | EGNV | Teesside Airport                      | Darlington (Teesside) | England                 | Großbritannien |
| MMF  |      |                                       | Mamfe                 | Sud-Ouest               | Kamerun        |
| MMG  | YMOG | Flugplatz Mount Magnet                | Mount Magnet          | Western Australia       | Australien     |
| MMH  |      |                                       | Mammoth Lakes         | Kalifornien             | USA            |
| MMI  |      | Athens (McMinn County Airport)        | Athens                | Tennessee               | USA            |
| MMJ  | RJAF | Flughafen Matsumoto                   | Matsumoto             | Nagano                  | Japan          |
| MMK  |      |                                       | Murmansk              |                         | Russland       |
| MML  |      | Marshall Municipal Airport-Ryan Field | Marshall              | Minnesota               | USA            |
| MMM  |      |                                       | Middlemount           | Queensland              | Australien     |
| MMN  |      | Stow (Minute Man Airfield)            | Stow                  | Massachusetts           | USA            |
| MMO  |      |                                       | Maio                  |                         | Kap Verde      |
| MMP  |      |                                       | Mompós                | Departamento de Bolívar | Kolumbien      |
| MMQ  |      |                                       | M’Bala                |                         | Sambia         |
| MMR  |      | Austin (Camp Mabry)                   | Austin                | Texas                   | USA            |
| MMS  |      | Marks (Selfs Airport)                 | Marks                 | Mississippi             | USA            |
| MMT  |      | Columbia (McEntire National Guard)    | Eastover              | South Carolina          | USA            |
| MMU  |      | Morristown Municipal Airport          | Morristown            | New Jersey              | USA            |
| MMW  |      |                                       | Moma                  |                         | Mosambik       |
| MMX  | ESMS | Flughafen Malmö-Sturup                | Malmö                 |                         | Schweden       |
| MMY  | ROMY | Flughafen Miyako                      | Miyako Jima           | Okinawa                 | Japan          |
| MMZ  | OAMN | Flughafen Maimana                     | Maimana               | Faryab                  | Afghanistan    |

## MN
| IATA | ICAO | Flughafen                          | Ort             | Region                   | Land                         |
| ---- | ---- | ---------------------------------- | --------------- | ------------------------ | ---------------------------- |
| MNA  | WAMN | Flughafen Melonguane               | Melonguane      | Sulawesi Utara           | Indonesien                   |
| MNB  |      |                                    | Moanda          |                          | Demokratische Republik Kongo |
| MNC  | FQNC | Flughafen Nacala                   | Nacala          | Nampula                  | Mosambik                     |
| MND  |      |                                    | Medina          | Cundinamarca             | Kolumbien                    |
| MNE  |      |                                    | Mungeranie      | South Australia          | Australien                   |
| MNF  |      |                                    | Mana            |                          | Fidschi                      |
| MNG  |      |                                    | Maningrida      | Northern Territory       | Australien                   |
| MNH  |      | Minneriya                          | Polonnaruwa     | Nördliche Zentralprovinz | Sri Lanka                    |
| MNI  | TRPG | Flughafen John A. Osborne          | Montserrat      |                          | Britische Überseegebiete     |
| MNJ  |      |                                    | Mananjary       |                          | Madagaskar                   |
| MNK  | NGMA | Flugplatz Maiana                   | Maiana          | Gilbertinseln            | Kiribati                     |
| MNL  | RPLL | Ninoy Aquino International Airport | Manila          |                          | Philippinen                  |
| MNM  |      | Menominee-Marinette Twin County    | Menominee       | Michigan                 | USA                          |
| MNN  |      | Marion Municipal Airport           | Marion          | Ohio                     | USA                          |
| MNO  |      |                                    | Manono          |                          | Demokratische Republik Kongo |
| MNP  |      |                                    | Maron           |                          | Papua-Neuguinea              |
| MNQ  |      |                                    | Monto           | Queensland               | Australien                   |
| MNR  |      |                                    | Mongu           | Westprovinz              | Sambia                       |
| MNS  |      |                                    | Mansa           | Luapula                  | Sambia                       |
| MNT  |      | Minto Airport                      | Minto           | Alaska                   | USA                          |
| MNU  |      |                                    | Mawlamyaing     | Mon-Staat                | Myanmar                      |
| MNV  |      |                                    | Mountain Valley |                          | Australien                   |
| MNW  |      |                                    | MacDonald Downs | Northern Territory       | Australien                   |
| MNX  |      |                                    | Manicore        |                          | Brasilien                    |
| MNY  |      |                                    | Mono            |                          | Salomonen                    |
| MNZ  |      | Manassas Municipal Airport         | Manassas        | Virginia                 | USA                          |

## MO
| IATA | ICAO | Flughafen                                      | Ort               | Region              | Land                   |
| ---- | ---- | ---------------------------------------------- | ----------------- | ------------------- | ---------------------- |
| MOA  |      |                                                | Moa               |                     | Kuba                   |
| MOB  |      | Flughafen Mobile                               | Mobile            | Alabama             | USA                    |
| MOC  |      | Flughafen Montes Claros                        | Montes Claros     | Minas Gerais        | Brasilien              |
| MOD  |      | Modesto City (Harry Sham Field)                | Modesto           | Kalifornien         | USA                    |
| MOE  |      |                                                | Momeik            |                     | Myanmar                |
| MOF  |      |                                                | Maumere           | Nusa Tenggara Timur | Indonesien             |
| MOG  |      |                                                | Monghsat          | Shan-Staat          | Myanmar                |
| MOH  |      | Mohanbari Airport                              | Mohanbari         | Assam               | Indien                 |
| MOI  | NCMR | Flugplatz Mitiaro                              | Mitiaro           | –                   | Cookinseln             |
| MOL  | ENML | Flughafen Molde-Arø                            | Molde (Aro)       | Møre og Romsdal     | Norwegen               |
| MOM  | GQNL | Flugplatz Moudjéria                            | Moudjéria         | Tagant              | Mauretanien            |
| MON  |      |                                                | Aoraki/Mount Cook |                     | Neuseeland             |
| MOO  |      |                                                | Moomba            | South Australia     | Australien             |
| MOP  |      | Mount Pleasant Municipal Airport               | Mount Pleasant    | Michigan            | USA                    |
| MOQ  |      |                                                | Morondava         | Toliara             | Madagaskar             |
| MOR  |      | Morristown (Moore-Murrell Airport)             | Morristown        | Tennessee           | USA                    |
| MOS  |      | Elim (Moses Point Airport)                     |                   | Alaska              | USA                    |
| MOT  |      | Internationaler Flughafen Minot                | Minot             | North Dakota        | USA                    |
| MOU  |      | Mountain Village Airport                       | Mountain Village  | Alaska              | USA                    |
| MOV  |      | Moranbah Airport                               | Moranbah          | Queensland          | Australien             |
| MOW  | n/a  | Moskau (Metropolitan Area; BKA, DME, SVO, VKO) | Moskau            | –                   | Russland               |
| MOX  |      | Morris Municipal Airport                       | Morris            | Minnesota           | USA                    |
| MOY  |      |                                                | Monterrey         | Casanare            | Kolumbien              |
| MOZ  | NTTM | Flugplatz Moorea                               | Moorea            | Gesellschaftsinseln | Französisch-Polynesien |

## MP
| IATA | ICAO | Flughafen                          | Ort            | Region       | Land            |
| ---- | ---- | ---------------------------------- | -------------- | ------------ | --------------- |
| MPA  | FYKM | Flughafen Katima Mulilo            | Katima Mulilo  | Sambesi      | Namibia         |
| MPB  |      | Chalk Seaplane Base                | Miami          | Florida      | USA             |
| MPC  |      |                                    | Muko Muko      | Bengkulu     | Indonesien      |
| MPD  |      |                                    | Mirpur Khas    | Sindh        | Pakistan        |
| MPE  |      | Griswold Airport                   | Madison        | Connecticut  | USA             |
| MPF  |      |                                    | Mapoda         |              | Papua-Neuguinea |
| MPG  |      |                                    | Makini         |              | Papua-Neuguinea |
| MPH  | RPVE | Godofredo P. Ramos Airport         | Malay          | Aklan        | Philippinen     |
| MPI  |      |                                    | Mamitupo       |              | Panama          |
| MPJ  |      |                                    | Morrilton      | Arkansas     | USA             |
| MPK  |      |                                    | Mokpo          | Jeollanam-do | Südkorea        |
| MPL  | LFMT | Flughafen Montpellier              | Montpellier    | Okzitanien   | Frankreich      |
| MPM  | FQMA | Flughafen Maputo                   | Maputo         |              | Mosambik        |
| MPN  | EGYP | RAF Mount Pleasant                 | Mount Pleasant |              | Falklandinseln  |
| MPO  |      | Pocono Mountains Municipal Airport | Mount Pocono   | Pennsylvania | USA             |
| MPP  |      |                                    | Malatupo       |              | Panama          |
| MPQ  |      |                                    | Maʿan          |              | Jordanien       |
| MPR  |      | McPherson Airport                  | McPherson      | Kansas       | USA             |
| MPS  |      | Mount Pleasant Municipal Airport   | Mount Pleasant | Texas        | USA             |
| MPT  |      | Flugplatz Maliana                  | Maliana        |              | Osttimor        |
| MPU  |      |                                    | Mapua          |              | Papua-Neuguinea |
| MPV  |      | Barre/Montpelier (Edward F. Knapp) | Montpelier     | Vermont      | USA             |
| MPW  | UKCM | Flughafen Mariupol                 | Mariupol       | Donezk       | Ukraine         |
| MPX  |      |                                    | Miyanmin       |              | Papua-Neuguinea |
| MPY  |      |                                    | Maripasoula    |              | Suriname        |
| MPZ  |      | Mount Pleasant Municipal Airport   | Mount Pleasant | Iowa         | USA             |

## MQ
| IATA | ICAO | Flughafen                                 | Ort             | Region               | Land                           |
| ---- | ---- | ----------------------------------------- | --------------- | -------------------- | ------------------------------ |
| MQA  | YMDI | Flugplatz Mandora Station                 | Mandora Station | Western Australia    | Australien                     |
| MQB  | KMQB | Macomb Municipal Airport                  | Macomb          | Illinois             | USA                            |
| MQC  | LFVM | Flugplatz Miquelon                        | Miquelon        | Miquelon-Langlade    | Saint-Pierre und Miquelon      |
| MQD  | SAVQ | Flugplatz Maquinchao                      | Maquinchao      | Río Negro            | Argentinien                    |
| MQE  | YMQA | Flugplatz Marqua                          | Marqua          | Northern Territory   | Australien                     |
| MQF  | USCM | Flughafen Magnitogorsk                    | Magnitogorsk    | Oblast Tscheljabinsk | Russland                       |
| MQG  | FYMG | Flugplatz Midgart                         | Midgart         | Otjozondjupa         | Namibia                        |
| MQH  | SWIQ | Flugplatz Minaçu                          | Minaçu          | Goiás                | Brasilien                      |
| MQJ  | UEMA | Flughafen Moma                            | Chonuu          | Sacha                | Russland                       |
| MQK  | SLTI | Flugplatz San Matías                      | San Matías      | Santa Cruz           | Bolivien                       |
| MQL  | YMIA | Flughafen Mildura                         | Mildura         | Victoria             | Australien                     |
| MQM  | LTCR | Flughafen Mardin                          | Mardin          | Mardin               | Türkei                         |
| MQN  | ENRA | Flughafen Mo i Rana, Røssvoll             | Mo i Rana       | Nordland             | Norwegen                       |
| MQO  | –    | Flugplatz Malam                           | Malam           | Western              | Papua-Neuguinea                |
| MQP  | FAKN | Flughafen Kruger Mpumalanga International | Mbombela        | Mpumalanga           | Südafrika                      |
| MQQ  | FTTD | Flughafen Moundou                         | Moundou         | Logone Occidental    | Tschad                         |
| MQR  | –    | Mosquera Airport                          | Mosquera        | Nariño               | Kolumbien                      |
| MQS  | TVSM | Mustique Airport                          | Mustique        | Grenadinen           | St. Vincent und die Grenadinen |
| MQT  | KSAW | Regionalflughafen Marquette Sawyer        | Marquette       | Michigan             | USA                            |
| MQU  | SKQU | Flugplatz Mariquita                       | Mariquita       | Tolima               | Kolumbien                      |
| MQV  | –    | Flugplatz Mostaganem                      | Mostaganem      | Mostaganem           | Algerien                       |
| MQW  | KMQW | Telfair-Wheeler Airport                   | McRae           | Georgia              | USA                            |
| MQX  | HAMK | Flughafen Mek’ele                         | Mek’ele         | Tigray               | Äthiopien                      |
| MQY  | KMQY | Flughafen Smyrna                          | Smyrna          | Tennessee            | USA                            |
| MQZ  | YMGT | Margaret River Airport                    | Margaret River  | Western Australia    | Australien                     |

## MR
| IATA | ICAO      | Flughafen                    | Ort                     | Region                     | Land            |
| ---- | --------- | ---------------------------- | ----------------------- | -------------------------- | --------------- |
| MRA  | HLMS      | Flughafen Misrata            | Misrata                 | Misrata                    | Libyen          |
| MRB  | KMRB      | Eastern WV Regional Airport  | Martinsburg             | West Virginia              | USA             |
| MRC  | KMRC      | Maury County Airport         | Columbia/Mount Pleasant | Tennessee                  | USA             |
| MRD  | SVMD      | Flughafen Mérida             | Mérida                  | Mérida                     | Venezuela       |
| MRE  | HKMS      | Flughafen Mara Serena        | Masai Mara              | Narok                      | Kenia           |
| MRF  | KMRF      | Marfa Municipal Airport      | Marfa                   | Texas                      | USA             |
| MRG  | YMBA      | Flugplatz Mareeba            | Mareeba                 | Queensland                 | Australien      |
| MRH  | AYRV      | Flugplatz May River          | May River               | East Sepik                 | Papua-Neuguinea |
| MRI  | PAMR      | Merrill Field                | Anchorage               | Alaska                     | USA             |
| MRJ  | MHMA      | ehemaliger Flugplatz Marcala | Marcala                 | La Paz                     | Honduras        |
| MRK  | KMRK KMKY | Flugplatz Marco Island       | Marco Island            | Florida                    | USA             |
| MRL  | –         | Flugplatz Miners Lake        | Miners Lake/Greenvale   | Queensland                 | Australien      |
| MRM  | AYMA      | Flugplatz Menari             | Menari                  | Central                    | Papua-Neuguinea |
| MRN  | KMRN      | Foothills Regional Airport   | Morganton               | North Carolina             | USA             |
| MRO  | NZMS      | Flugplatz Masterton          | Masterton               | Wellington                 | Neuseeland      |
| MRP  | YALA      | Flugplatz Marla              | Marla                   | South Australia            | Australien      |
| MRQ  | RPUW      | Flughafen Marinduque         | Marinduque              | MIMAROPA                   | Philippinen     |
| MRR  | SEMA      | Flugplatz Macará             | Macará                  | Loja                       | Ecuador         |
| MRS  | LFML      | Flughafen Marseille          | Marseille               | Provence-Alpes-Côte d’Azur | Frankreich      |
| MRT  | –         | Flugplatz Moroak             | Moroak                  | Northern Territory         | Australien      |
| MRU  | FIMP      | Flughafen Mauritius          | Mahébourg               | Grand Port                 | Mauritius       |
| MRV  | URMM      | Flughafen Mineralnyje Wody   | Mineralnyje Wody        | Stawropol                  | Russland        |
| MRW  | EKMB      | Flugplatz Maribo             | Maribo                  | Sjælland                   | Dänemark        |
| MRX  | OIAM      | Flughafen Māhschahr          | Māhschahr               | Chuzestan                  | Iran            |
| MRY  | KMRY      | Monterey Regional Airport    | Monterey/Carmel         | Kalifornien                | USA             |
| MRZ  | YMOR      | Flughafen Moree              | Moree                   | New South Wales            | Australien      |

## MS
| IATA | ICAO | Flughafen                                         | Ort            | Region                   | Land                         |
| ---- | ---- | ------------------------------------------------- | -------------- | ------------------------ | ---------------------------- |
| MSA  | CZMD | Flugplatz Muskrat Dam                             | Muskrat Dam    | Ontario                  | Kanada                       |
| MSC  | KFFZ | Falcon Field                                      | Mesa           | Arizona                  | USA                          |
| MSD  | –    | Flughafen Mount Pleasant                          | Mount Pleasant | Utah                     | USA                          |
| MSE  | EGMH | Kent International Airport                        | Manston        | England                  | Großbritannien               |
| MSF  | YMNS | Flugplatz Mount Swan                              | Mount Swan     | Northern Territory       | Australien                   |
| MSG  | FXMA | Flughafen Matsaile                                | Matsaile       | Thaba-Tseka              | Lesotho                      |
| MSH  | OOMA | Militärflughafen Masirah                          | Masirah        | Dschanub asch-Scharqiyya | Oman                         |
| MSI  | –    | Flughafen Masalembo                               | Masalembo      | Jawa Timur               | Indonesien                   |
| MSJ  | RJSM | Misawa Air Base                                   | Misawa         | Präfektur Aomori         | Japan                        |
| MSL  | KMSL | Northwest Alabama Regional Airport                | Muscle Shoals  | Alabama                  | USA                          |
| MSM  | FZCV | Flughafen Masi-Manimba                            | Masi-Manimba   | Kwilu                    | Demokratische Republik Kongo |
| MSN  | KMSN | Flughafen Madison-Dane County                     | Madison        | Wisconsin                | USA                          |
| MSO  | KMSO | Flughafen Missoula Montana                        | Missoula       | Montana                  | USA                          |
| MSP  | KMSP | Minneapolis-Saint Paul International Airport      | Bloomington    | Minnesota                | USA                          |
| MSQ  | UMMS | Nationaler Flughafen Minsk                        | Minsk          | Minskaja Woblasz         | Belarus                      |
| MSR  | LTCK | Flughafen Muş-Sultan Alparslan                    | Muş            | Muş                      | Türkei                       |
| MSS  | KMSS | Flughafen Massena                                 | Massena        | New York                 | USA                          |
| MST  | EHBK | Maastricht Aachen Airport                         | Maastricht     | Zuid-Limburg             | Niederlande                  |
| MSU  | FXMM | Flughafen Maseru                                  | Maseru         | Maseru                   | Lesotho                      |
| MSV  | KMSV | Sullivan County International Airport             | Monticello     | New York                 | USA                          |
| MSW  | HHMS | Flughafen Massaua                                 | Massaua        | Semienawi Kayih Bahri    | Eritrea                      |
| MSX  | FCMM | Flughafen Mossendjo                               | Mossendjo      | Niari                    | Republik Kongo               |
| MSY  | KMSY | Louis Armstrong New Orleans International Airport | New Orleans    | Louisiana                | USA                          |
| MSZ  | FNMO | Flughafen Namibe                                  | Namibe         | Namibe                   | Angola                       |

## MT
| IATA | ICAO | Flughafen                         | Ort                   | Region                                                   | Land       |
| ---- | ---- | --------------------------------- | --------------------- | -------------------------------------------------------- | ---------- |
| MTA  | NZMA | Flugplatz Matamata                | Matamata              | Waikato                                                  | Neuseeland |
| MTB  | SKML | Flugplatz Montelíbano             | Montelíbano           | Córdoba                                                  | Kolumbien  |
| MTC  | KMTC | Selfridge Air National Guard Base | Mount Clemens         | Michigan                                                 | USA        |
| MTD  | YMSF | Mount Sanford Station Airport     | Mount Sanford Station | Northern Territory                                       | Australien |
| MTE  | SNMA | Flugplatz Monte Alegre            | Monte Alegre          | Pará                                                     | Brasilien  |
| MTF  | HAMT | Flugplatz Mizan Teferi            | Mizan Teferi          | Region der südlichen Nationen, Nationalitäten und Völker | Äthiopien  |
| MTG  | ?    | Flugplatz Mato Grosso             | ?                     | Mato Grosso (?)                                          | Brasilien  |
| MTH  | KMTH | The Florida Keys Airport          | Marathon              | Florida                                                  | USA        |
| MTI  | GVMT | (ehemaliger) Flugplatz Mosteiros  | Mosteiros             | Fogo                                                     | Kap Verde  |
| MTJ  | KMTJ | Montrose Regional Airport         | Montrose              | Colorado                                                 | USA        |
| MTK  | NGMN | Flugplatz Makin                   | Makin                 | Gilbertinseln                                            | Kiribati   |
| MTL  | YMND | Flugplatz Maitland                | Maitland              | New South Wales                                          | Australien |
| MTM  | PAMM | Metlakatla Seaplane Base          | Metlakatla            | Alaska                                                   | USA        |
| MTN  | KMTN | Martin State Airport              | Baltimore             | Maryland                                                 | USA        |
| MTO  | KMTO | Coles County Memorial Airport     | Mattoon/Charleston    | Illinois                                                 | USA        |
| MTP  | KMTP | Montauk Airport                   | Montauk               | New York                                                 | USA        |
| MTQ  | YMIT | Flugplatz Mitchell                | Mitchell              | Queensland                                               | Australien |
| MTR  | SKMR | Flughafen Montería                | Montería              | Córdoba                                                  | Kolumbien  |
| MTS  | FDMS | Flughafen Matsapha                | Manzini               | Manzini                                                  | Eswatini   |
| MTT  | MMMT | Flughafen Minatitlán              | Minatitlán            | Veracruz                                                 | Mexiko     |
| MTU  | –    | Flugplatz Montepuez               | Montepuez             | Cabo Delgado                                             | Mosambik   |
| MTV  | NVSA | Flugplatz Mota Lava               | Mota Lava             | Banks-Inseln                                             | Vanuatu    |
| MTW  | KMTW | Manitowoc County Airport          | Manitowoc             | Wisconsin                                                | USA        |
| MTX  | PABK | Metro Field                       | Fairbanks             | Alaska                                                   | USA        |
| MTY  | MMMY | Flughafen Monterrey               | Monterrey             | Nuevo León                                               | Mexiko     |
| MTZ  | LLMZ | Bar Yehuda Airfield               | Masada                | Südbezirk                                                | Israel     |

## MU
| IATA | ICAO | Flughafen                        | Ort              | Region              | Land           |
| ---- | ---- | -------------------------------- | ---------------- | ------------------- | -------------- |
| MUA  | AGGM | Munda Point                      | Munda            | New Georgia         | Salomonen      |
| MUB  | FBMN | Flughafen Maun                   | Maun             | North West District | Botswana       |
| MUC  | EDDM | München (Franz Josef Strauß)     | München          | Bayern              | Deutschland    |
| MUD  |      |                                  | Mueda            |                     | Mosambik       |
| MUE  |      | Kamuela (Waimea-Kohala Airport)  | Waimea           | Hawaii              | USA            |
| MUF  |      |                                  | Muting           |                     | Indonesien     |
| MUG  |      |                                  | Mulegé           | Baja California Sur | Mexiko         |
| MUH  |      |                                  | Marsa Matruh     | Gouvernement Matruh | Ägypten        |
| MUI  |      | Indiantown (Muir Army Air Field) | Indiantown       | Pennsylvania        | USA            |
| MUJ  |      |                                  | Mui              |                     | Äthiopien      |
| MUK  | NCMK | Flugplatz Mauke                  | Mauke            | –                   | Cookinseln     |
| MUL  |      | Moultrie (Spence Airport)        | Moultrie         | Georgia             | USA            |
| MUM  |      |                                  | Mumias           | Western             | Kenia          |
| MUN  |      |                                  | Maturín          |                     | Venezuela      |
| MUO  | KMUO | Mountain Home Air Force Base     | Mountain Home    | Idaho               | USA            |
| MUP  |      |                                  | Mulga Park       | Northern Territory  | Australien     |
| MUQ  |      |                                  | Muccan           | Western Australia   | Australien     |
| MUR  |      |                                  | Marudi           | Sarawak             | Malaysia       |
| MUS  | RJAM | Flugplatz Minami-Torishima       | Minami-Torishima |                     | Japan          |
| MUT  |      | Muscatine Municipal Airport      | Muscatine        | Iowa                | USA            |
| MUU  |      |                                  | Mount Union      | Pennsylvania        | USA            |
| MUV  |      | Philadelphia (Mustin ALF)        | Philadelphia     | Pennsylvania        | USA            |
| MUW  |      |                                  | Muaskar          |                     | Algerien       |
| MUX  |      |                                  | Multan           | Punjab              | Pakistan       |
| MUY  |      |                                  | Mouyondzi        | Bouenza             | Republik Kongo |
| MUZ  |      |                                  | Musoma           |                     | Tansania       |

## MV
| IATA | ICAO | Flughafen                           | Ort               | Region               | Land                   |
| ---- | ---- | ----------------------------------- | ----------------- | -------------------- | ---------------------- |
| MVA  | BIRL | Flugplatz Mývatn                    | Myvatn            | Norðurland eystra    | Island                 |
| MVB  |      |                                     | Franceville       | Haut-Ogooué          | Gabun                  |
| MVC  |      | Monroeville (Monroe County Airport) | Monroeville       | Alabama              | USA                    |
| MVD  | SUMU | Flughafen Montevideo                | Montevideo        | Montevideo           | Uruguay                |
| MVE  |      |                                     | Montevideo        | Minnesota            | USA                    |
| MVF  |      |                                     | Mossoró           | Rio Grande do Norte  | Brasilien              |
| MVG  |      |                                     | Mevang            | Moyen-Ogooué         | Gabun                  |
| MVH  |      | Smith Field                         | Macksville        | Kansas               | USA                    |
| MVI  |      |                                     | Manetai           |                      | Papua-Neuguinea        |
| MVJ  |      |                                     | Mandeville        | Middlesex            | Jamaika                |
| MVK  |      |                                     | Mulka             | South Australia      | Australien             |
| MVL  |      | Morrisville-Stowe State Airport     | Morrisville       | Vermont              | USA                    |
| MVM  |      | Kayenta Airport                     | Kayenta           | Arizona              | USA                    |
| MVN  |      | Mount Vernon Airport                | Mount Vernon      | Illinois             | USA                    |
| MVO  | FTTM | Flugplatz Mongo                     | Mongo             | Guéra                | Tschad                 |
| MVP  |      |                                     | Mitu              |                      | Kolumbien              |
| MVQ  | UMOO | Flughafen Mahiljou                  | Mahiljou          | Mahiljou             | Belarus                |
| MVR  | FKKL | Flughafen Salak                     | Maroua            | Extrême-Nord         | Kamerun                |
| MVS  |      |                                     | Mucuri            | Bahia                | Brasilien              |
| MVT  |      |                                     | Mataiva           | Tuamotu-Archipel     | Französisch-Polynesien |
| MVU  |      |                                     | Musgrave          | Queensland           | Australien             |
| MVV  | LFHM | Flugplatz Megève                    | Megève            | Auvergne-Rhône-Alpes | Frankreich             |
| MVW  |      | Mount Vernon (Barker Airport)       | Mount Vernon      | Washington           | USA                    |
| MVX  | FOGV | Flughafen Minvoul                   | Minvoul           | Woleu-Ntem           | Gabun                  |
| MVY  | KMVY | Flughafen Martha’s Vineyard         | Martha’s Vineyard | Massachusetts        | USA                    |
| MVZ  |      |                                     | Masvingo          | Masvingo             | Simbabwe               |

## MW
| IATA | ICAO | Flughafen                                    | Ort             | Region            | Land            |
| ---- | ---- | -------------------------------------------- | --------------- | ----------------- | --------------- |
| MWA  | KMWA | Veterans Airport of Southern Illinois        | Marion          | Illinois          | USA             |
| MWB  |      |                                              | Morawa          | Western Australia | Australien      |
| MWC  |      | Lawrence J. Timmerman                        | Milwaukee       | Wisconsin         | USA             |
| MWD  |      |                                              | Mianwali        | Punjab            | Pakistan        |
| MWE  |      |                                              | Merowe          | asch-Schamaliyya  | Sudan           |
| MWF  |      |                                              | Maéwo           |                   | Vanuatu         |
| MWG  |      |                                              | Marawaka        |                   | Papua-Neuguinea |
| MWH  | KMWH | Grant County International Airport           | Moses Lake      | Washington        | USA             |
| MWI  |      |                                              | Maramuni        |                   | Papua-Neuguinea |
| MWJ  |      |                                              | Matthew’s Ridge | Barima-Waini      | Guyana          |
| MWK  |      |                                              | Matak           | Riau              | Indonesien      |
| MWL  |      | Mineral Wells Airport                        | Mineral Wells   | Texas             | USA             |
| MWM  |      | Windom Municipal Airport                     | Windom          | Minnesota         | USA             |
| MWN  |      |                                              | Mwadui          |                   | Tansania        |
| MWO  |      | Hook Field                                   | Middletown      | Ohio              | USA             |
| MWP  |      |                                              | Mountain        |                   | Nepal           |
| MWQ  |      |                                              | Magwe           | Magwe             | Myanmar         |
| MWT  |      |                                              | Moolawatana     | South Australia   | Australien      |
| MWU  |      |                                              | Mussau          |                   | Papua-Neuguinea |
| MWY  |      |                                              | Miranda Downs   | Queensland        | Australien      |
| MWZ  | HTMW | Flughafen Mwanza Lake Victoria International | Mwanza          |                   | Tansania        |

## MX
| IATA | ICAO | Flughafen                    | Ort            | Region            | Land                |
| ---- | ---- | ---------------------------- | -------------- | ----------------- | ------------------- |
| MXA  |      | Manila Municipal Airport     | Manila         | Arkansas          | USA                 |
| MXB  | WAFM | Flughafen Masamba            | Masamba        | Sulawesi          | Indonesien          |
| MXC  |      |                              | Monticello     | Utah              | USA                 |
| MXD  |      |                              | Marion Downs   | Queensland        | Australien          |
| MXE  |      | Laurinburg-Maxton Airport    | Maxton         | North Carolina    | USA                 |
| MXF  |      | Montgomery (Maxwell AFB)     | Montgomery     | Alabama           | USA                 |
| MXG  |      |                              | Marlborough    | Massachusetts     | USA                 |
| MXI  |      |                              | Mati           | Mindanao          | Philippinen         |
| MXJ  |      |                              | Minna          | Niger             | Nigeria             |
| MXK  |      |                              | Mindik         |                   | Papua-Neuguinea     |
| MXL  | MMML | Flughafen Mexicali           | Mexicali       | Baja California   | Mexiko              |
| MXM  |      |                              | Morombe        | Atsimo-Andrefana  | Madagaskar          |
| MXN  | LFRU | Flughafen Morlaix–Ploujean   | Morlaix        | Bretagne          | Frankreich          |
| MXO  | KMXO | Monticello Municipal Airport | Monticello     | Iowa              | USA                 |
| MXP  | LIMC | Flughafen Mailand-Malpensa   | Mailand        | Lombardei         | Italien             |
| MXQ  |      |                              | Mitchell River | Queensland        | Australien          |
| MXR  |      |                              | Myrhorod       | Poltawa           | Ukraine             |
| MXS  |      |                              | Maota          |                   | Samoa               |
| MXT  |      |                              | Maintirano     | Melaky            | Madagaskar          |
| MXU  |      |                              | Mullewa        | Western Australia | Australien          |
| MXX  | ESKM | Flughafen Mora-Siljan        | Mora           | Dalarnas län      | Schweden            |
| MXY  |      | McCarthy Airport             | McCarthy       | Alaska            | USA                 |
| MXZ  |      |                              | Meixian        |                   | Volksrepublik China |

## MY
| IATA | ICAO | Flughafen                          | Ort             | Region            | Land            |
| ---- | ---- | ---------------------------------- | --------------- | ----------------- | --------------- |
| MYA  |      |                                    | Moruya          | New South Wales   | Australien      |
| MYB  |      |                                    | Mayoumba        |                   | Gabun           |
| MYC  |      |                                    | Maracay         | Aragua            | Venezuela       |
| MYD  | HKML | Flughafen Malindi                  | Malindi         | Kilifi County     | Kenia           |
| MYE  |      |                                    | Miyake Jima     |                   | Japan           |
| MYF  |      | San Diego (Montgomery Field)       | San Diego       | Kalifornien       | USA             |
| MYG  |      |                                    | Mayaguana       |                   | Bahamas         |
| MYH  |      |                                    | Marble Canyon   | Arizona           | USA             |
| MYI  |      |                                    | Murray Islands  | Queensland        | Australien      |
| MYJ  | RJOM | Flughafen Matsuyama                | Matsuyama       | Shikoku           | Japan           |
| MYK  |      | May Creek Airport                  | May Creek       | Alaska            | USA             |
| MYL  | KYML | Flughafen McCall                   | McCall          | Idaho             | USA             |
| MYM  |      |                                    | Monkey Mountain |                   | Guyana          |
| MYN  | OYMB | Flughafen Ma'rib                   | Ma'rib          | Ma'rib            | Jemen           |
| MYO  |      |                                    | Myroodah        | Western Australia | Australien      |
| MYP  |      |                                    | Mary            | Mary welaýaty     | Turkmenistan    |
| MYQ  | VOMY | Flughafen Mysore                   | Mysuru          | Karnataka         | Indien          |
| MYR  | KMYR | Myrtle Beach International Airport | Myrtle Beach    | South Carolina    | USA             |
| MYS  |      |                                    | Moyale          | Oromia            | Äthiopien       |
| MYT  |      |                                    | Myitkyina       |                   | Myanmar         |
| MYU  |      | Mekoryuk Airport                   | Mekoryuk        | Alaska            | USA             |
| MYV  |      | Marysville (Yuba County Airport)   | Marysville      | Kalifornien       | USA             |
| MYW  | HTMT | Flughafen Mtwara                   | Mtwara          | Mtwara            | Tansania        |
| MYX  |      |                                    | Henyamya        |                   | Papua-Neuguinea |
| MYY  | WBGR | Flughafen Miri                     | Miri            | Sarawak           | Malaysia        |
| MYZ  |      |                                    | Monkey Island   |                   | Malawi          |

## MZ
| IATA | ICAO | Flughafen                      | Ort                | Region          | Land            |
| ---- | ---- | ------------------------------ | ------------------ | --------------- | --------------- |
| MZA  |      |                                | Muzaffarnagar      | Uttar Pradesh   | Indien          |
| MZB  |      |                                | Mocímboa da Praia  |                 | Mosambik        |
| MZC  |      |                                | Mitzic             |                 | Gabun           |
| MZD  |      | Flugplatz Méndez (geschlossen) | Santiago de Méndez | Morona Santiago | Ecuador         |
| MZE  |      |                                | Manatee            |                 | Belize          |
| MZF  |      |                                | Mzamba             |                 | Südafrika       |
| MZG  | RCQC | Flughafen Magong               | Magong             | Penghu-Inseln   | Taiwan          |
| MZH  | LTAP | Flughafen Amasya Merzifon      | Merzifon           | Amasya          | Türkei          |
| MZI  | GAMB | Flughafen Mopti                | Mopti              | Mopti           | Mali            |
| MZJ  | KMZJ | Pinal Airpark                  | Marana             | Arizona         | USA             |
| MZK  | NGMK | Flugplatz Marakei              | Marakei            | Gilbertinseln   | Kiribati        |
| MZL  |      |                                | Manizales          | Caldas          | Kolumbien       |
| MZM  |      | Metz-Frescaty                  | Metz               | Grand Est       | Frankreich      |
| MZN  |      |                                | Minj               |                 | Papua-Neuguinea |
| MZO  |      |                                | Manzanillo         | Granma          | Kuba            |
| MZP  |      |                                | Motueka            |                 | Neuseeland      |
| MZQ  |      |                                | Mkuze              | KwaZulu-Natal   | Südafrika       |
| MZR  | OAMS | Flughafen Masar-e Scharif      | Mazār-i Scharif    | Balch           | Afghanistan     |
| MZS  | VIMB | Flughafen Moradabad            | Moradabad          | Uttar Pradesh   | Indien          |
| MZT  | MMMZ | Mazatlan-General Rafael Bueina | Mazatlán           | Sinaloa         | Mexiko          |
| MZU  |      |                                | Muzaffarpur        |                 | Indien          |
| MZV  |      |                                | Mulu               |                 | Malaysia        |
| MZX  |      |                                | Mena               |                 | Äthiopien       |
| MZY  |      |                                | Mossel Bay         |                 | Südafrika       |
| MZZ  |      | Marion Municipal Airport       | Marion             | Indiana         | USA             |